# I2010
i2010, Informationsgesellschaft für Wachstum und Beschäftigung, ist eine Agenda der Europäischen Union zur Entwicklung von Informations- und Kommunikationstechnologien. Sie war Teil der Lissabon-Strategie. Sie wurde danach in der Digitalen Agenda für Europa im Rahmen EU 2020 weitergeführt.

## Überblick
Die i2010-Strategie war eine auf dem eEurope 2005-Aktionsplan basierende Initiative. Im Jahre 2002 wurde dieser vom Europäischen Rat in Sevilla übernommen und ist Nachfolger des eEurope 2002-Aktionsplans, der 2000 in Kraft trat.
i2010 konzentrierte sich darauf, die Telekommunikationsindustrie und die Internetdienstanbieter auf der einen Seite und die Medienindustrie auf der anderen Seite, zu vereinigen. Begünstigt wurde dieses Vorhaben, da Viviane Reding als Kommissarin für Informationsgesellschaft und Medien ernannt wurde. Diese zwei Punkte standen zuvor unter Verantwortung verschiedener Kommissare.
Mit der Ministererklärung von Malmö 2009 (Ministererklärung zum eGovernment) wurde dann der 2006 angekündigte E-Government Aktionsplan (KOM(2006)173) gültig, und diese erweiterten Maßnahmen in die Europa-2020-Strategie (EU 2020) eingebettet, die als Innovationsprogramm Europas Wettbewerbsfähigkeit fördern soll (Strategie für intelligentes, nachhaltiges und integratives Wachstum). Seither läuft das umfassende Programm Digitale Agenda für Europa 2020.

## Prioritäten
i2010 konzentriert sich auf verhältnismäßig wenige, aber gezielte politische Prioritäten:
- Erstellung einer Einzelinformationsdatenbank, die verbesserte Vorschriften beinhaltet, Erstellung von Nebeninhalten und Breitband sowie Sicherheitsangelegenheiten
- Zunehmende EU-Anlagen im Bereich von ICT-Forschungen von bis zu 80 % (transeuropäische Demonstrationsprojekte inbegriffen)
- Förderung einer europäischen Informationsgesellschaft (bessere öffentliche Dienste und Qualität der Lebensaktionen mit drei Flaggschiff-Initiativen)

Viviane Reding erörterte, dass das „i“ in i2010 für Informationsdatenbank, Innovation und Investment und Einbeziehung (Involvement) steht. i2010 steht in Zusammenhang mit der wieder gegründeten Lissabon-Strategie, die den bedeutenden Beitrag der ICT zu Entwicklung und Arbeitsplätzen verdeutlichte. Kommissarin Reding lenkte die Aufmerksamkeit auf die Tatsache, dass i2010 die erste konkrete Initiative war, die unter der erneuerten Lissabon-Strategie aufgenommen wurde.

## Finanzen
Finanzielle Mittel wurden durch gemeinsame Quellen, beispielsweise dem 7th Research Framework Programme (FP7) und dem Competitiveness and Innovation Programme (CIP), bereitgestellt.